# 蘭訥斯市鎮
蘭訥斯市鎮（丹麥語：Randers Kommune）是丹麥的一個市鎮，位於日德蘭半島東部，屬中日德蘭大區。面積793平方公里，2009年人口94,221人。行政中心为蘭訥斯。